# Rivière Grass
Pour les articles homonymes, voir Grass.
La rivière Grass est une voie navigable historiquement importante dans le bassin versant de la baie d'Hudson dans la Région du Nord au Manitoba (Canada).

## Géographie
La rivière débute au lac Third Cranberry à environ 27 km à l'est de Cranberry Portage et s'étend vers le nord-est sur environ 570 km à son embouchure sur le Nelson. La rivière était une route critique pour les premiers explorateurs européens et faisait le commerce de fourrures au Canada.

### Cours
Le cours supérieur de la rivière Grass se trouve dans le lac Third Cranberry, à environ 27 km à l'est de Cranberry Portage. Il coule ensuite vers le nord jusqu'au lac Elbow et tourne brusquement vers le sud jusqu'au lac Iskwasum, après quoi il continue vers l'est jusqu'au lac Reed. Cette partie de la rivière se trouve dans le parc provincial Grass River. Après le lac Reed, la rivière entre dans le lac Tramping, suivi des chutes Wekusko, du lac Wekusko et vers l'est jusqu'au lac Setting. La rivière traverse ensuite le parc provincial Sasagiu Rapids et le parc provincial Pisew Falls Wayside. Il entre ensuite dans Paint Lake et dans le parc provincial de Paint Lake. Continuant vers le nord-est, la rivière Grass traverse plusieurs lacs éloignés avant sa confluence avec la rivière Nelson près de Kelsey, au Manitoba.
Le bassin versant de la rivière draine un territoire de 15 400 km2.

## Environnement
La rivière traverse la partie des hautes terres de la rivière Churchill des forêts du Midwest du Bouclier canadien et est entourée d'une forêt mixte avec des peuplements d'épinette noire, d'épinette blanche, de pin gris et de peuplier faux-tremble. Le littoral est caractérisé par des crêtes rocheuses irrégulières à forte pente et des zones de muskeg mal drainées. Typique du Bouclier canadien, la rivière traverse un terrain vallonné avec d'abondants affleurements rocheux érodés par les glaciers.
Les espèces d'oiseaux comprennent le corbeau, le plongeon huard, le tétras du Canada, le pygargue à tête blanche et la chouette épervière. La région de Grass River est en grande partie vierge et abrite des orignaux, des ours noirs, des lynx, des loups et des castors. Il y a aussi des troupeaux migrateurs de caribous des bois le long de la rivière.
De nombreuses parties de la rivière sont difficilement accessibles, mais il y a des activités de piégeage, de chasse et de pêche récréative. Le bassin de la rivière Grass contient de la lotte, du grand corégone, du grand brochet, du meunier noir, du doré jaune et de la perchaude.

## Histoire
La rivière Grass était à l'origine habitée par les peuples archaïques du Bouclier qui ont migré des Territoires du Nord-Ouest actuels il y a 5 000 ans. Les nombreuses pétrographies situées le long du fleuve datent de cette période. Il y a environ 2 000 ans, la poterie a été introduite dans la région et les Nîhithaw sont devenus la population dominante de la région. Dans les années 1700, la rivière est devenue une route importante pour les chasseurs cris qui se rendaient à York Factory dans la baie d'Hudson pour échanger leurs fourrures.
Les premiers Européens enregistrés à avoir parcouru la rivière Grass étaient les marchands de fourrures et explorateurs de la Compagnie de la Baie d'Hudson Joseph Smith et Isaac Batt . En 1763, de York Factory, ils ont remonté la rivière Grass jusqu'à Cranberry Portage, puis jusqu'au lac Athapapuskow et dans le système de la rivière Saskatchewan. Smith est mort pendant le voyage de retour. En 1774, l'explorateur Samuel Hearne a remonté la rivière Grass pour établir Cumberland House . À l'été 1794, l'arpenteur et explorateur David Thompson a remonté la rivière Grass pour la première de plusieurs fois dans sa carrière en cartographiant l'intérieur de l'Amérique du Nord. Plusieurs postes de traite des fourrures sont établis le long de la rivière, notamment à Reed Lake House (1794) et Cranberry Lake (1804). Au début du 20e siècle, lors du boom minier, la région est explorée par des prospecteurs et conduira à plusieurs opérations minières.
Le cours de la rivière a été noté pour la première fois (grossièrement) sur une carte de 1760 obtenue par Moses Norton. Le nom "Grass River" a été documenté pour la première fois sur la carte de Samuel Hearne de 1776. En 1876, le géologue Robert Bell a arpenté les parties inférieures de la rivière, mais ce n'est qu'en 1896 que l'explorateur Joseph Tyrell a terminé le premier relevé sur toute sa longueur. Tyrell a noté que le nom cri de la rivière était Muskuskow' Sipi, ce qui signifie « Grassy River ».

## Canoë
La rivière Grass est une route de canoë populaire en raison de son état vierge, des peintures rupestres autochtones, des cascades pittoresques et de la pêche sportive. Un voyage sur toute la longueur de la rivière peut prendre jusqu'à trois semaines, mais la plupart des canoteurs parcourent des sections plus courtes telles que la route Cranberry Portage à Split Lake. Le niveau de difficulté est intermédiaire, avec un portage modéré et des déplacements avancés sur le lac.